# Liste des planètes mineures (768001-769000)
Voici la liste des planètes mineures numérotées de 768001 à 769000. Les planètes mineures sont numérotées lorsque leur orbite est confirmée, ce qui peut parfois se produire longtemps après leur découverte. Elles sont classées ici par leur numéro.

## Planètes mineures 768001 à 769000
- (768001) 2015 AP247
- (768002) 2015 AW247
- (768003) 2015 AB249
- (768004) 2015 AG249
- (768005) 2015 AP249
- (768006) 2015 AF255
- (768007) 2015 AL258
- (768008) 2015 AY259
- (768009) 2015 AQ260
- (768010) 2015 AC261
- (768011) 2015 AE262
- (768012) 2015 AF274
- (768013) 2015 AA275
- (768014) 2015 AY277
- (768015) 2015 AH285
- (768016) 2015 AO286
- (768017) 2015 AE290
- (768018) 2015 AY291
- (768019) 2015 AK295
- (768020) 2015 AJ296
- (768021) 2015 AW298
- (768022) 2015 AH300
- (768023) 2015 AR301
- (768024) 2015 AM302
- (768025) 2015 AW302
- (768026) 2015 AD303
- (768027) 2015 AW303
- (768028) 2015 AR304
- (768029) 2015 AS305
- (768030) 2015 AV306
- (768031) 2015 BA2
- (768032) 2015 BU2
- (768033) 2015 BQ7
- (768034) 2015 BN8
- (768035) 2015 BY8
- (768036) 2015 BZ9
- (768037) 2015 BM13
- (768038) 2015 BS14
- (768039) 2015 BD23
- (768040) 2015 BP23
- (768041) 2015 BN25
- (768042) 2015 BR30
- (768043) 2015 BS33
- (768044) 2015 BD38
- (768045) 2015 BP40
- (768046) 2015 BS41
- (768047) 2015 BA43
- (768048) 2015 BP43
- (768049) 2015 BD48
- (768050) 2015 BU48
- (768051) 2015 BW49
- (768052) 2015 BE51
- (768053) 2015 BE54
- (768054) 2015 BG57
- (768055) 2015 BP57
- (768056) 2015 BB61
- (768057) 2015 BA62
- (768058) 2015 BE63
- (768059) 2015 BB65
- (768060) 2015 BU65
- (768061) 2015 BL68
- (768062) 2015 BE71
- (768063) 2015 BB73
- (768064) 2015 BR76
- (768065) 2015 BK78
- (768066) 2015 BT81
- (768067) 2015 BD82
- (768068) 2015 BV87
- (768069) 2015 BC90
- (768070) 2015 BH90
- (768071) 2015 BP90
- (768072) 2015 BH95
- (768073) 2015 BL96
- (768074) 2015 BZ97
- (768075) 2015 BJ98
- (768076) 2015 BN99
- (768077) 2015 BW99
- (768078) 2015 BF103
- (768079) 2015 BM108
- (768080) 2015 BS109
- (768081) 2015 BH110
- (768082) 2015 BL111
- (768083) 2015 BM111
- (768084) 2015 BL112
- (768085) 2015 BK114
- (768086) 2015 BJ121
- (768087) 2015 BG124
- (768088) 2015 BO124
- (768089) 2015 BL128
- (768090) 2015 BL129
- (768091) 2015 BY130
- (768092) 2015 BL131
- (768093) 2015 BS132
- (768094) 2015 BB133
- (768095) 2015 BX133
- (768096) 2015 BY135
- (768097) 2015 BJ138
- (768098) 2015 BT139
- (768099) 2015 BX141
- (768100) 2015 BM142
- (768101) 2015 BA143
- (768102) 2015 BF144
- (768103) 2015 BZ145
- (768104) 2015 BL146
- (768105) 2015 BW146
- (768106) 2015 BR147
- (768107) 2015 BR149
- (768108) 2015 BD150
- (768109) 2015 BP150
- (768110) 2015 BF155
- (768111) 2015 BY155
- (768112) 2015 BH157
- (768113) 2015 BB160
- (768114) 2015 BS160
- (768115) 2015 BN161
- (768116) 2015 BS163
- (768117) 2015 BF165
- (768118) 2015 BT166
- (768119) 2015 BV167
- (768120) 2015 BH168
- (768121) 2015 BC170
- (768122) 2015 BT171
- (768123) 2015 BN172
- (768124) 2015 BP172
- (768125) 2015 BU174
- (768126) 2015 BH178
- (768127) 2015 BP179
- (768128) 2015 BX180
- (768129) 2015 BC181
- (768130) 2015 BQ181
- (768131) 2015 BA182
- (768132) 2015 BL182
- (768133) 2015 BC183
- (768134) 2015 BG185
- (768135) 2015 BT186
- (768136) 2015 BW187
- (768137) 2015 BG188
- (768138) 2015 BK192
- (768139) 2015 BT194
- (768140) 2015 BN195
- (768141) 2015 BJ196
- (768142) 2015 BO199
- (768143) 2015 BL205
- (768144) 2015 BO208
- (768145) 2015 BV208
- (768146) 2015 BP212
- (768147) 2015 BD215
- (768148) 2015 BN215
- (768149) 2015 BB216
- (768150) 2015 BZ218
- (768151) 2015 BX219
- (768152) 2015 BX226
- (768153) 2015 BB227
- (768154) 2015 BF227
- (768155) 2015 BV227
- (768156) 2015 BN228
- (768157) 2015 BV230
- (768158) 2015 BM231
- (768159) 2015 BF235
- (768160) 2015 BJ235
- (768161) 2015 BK237
- (768162) 2015 BF238
- (768163) 2015 BM238
- (768164) 2015 BO238
- (768165) 2015 BL240
- (768166) 2015 BL242
- (768167) 2015 BV244
- (768168) 2015 BE246
- (768169) 2015 BZ246
- (768170) 2015 BW250
- (768171) 2015 BF251
- (768172) 2015 BG251
- (768173) 2015 BU251
- (768174) 2015 BP253
- (768175) 2015 BM254
- (768176) 2015 BQ255
- (768177) 2015 BL256
- (768178) 2015 BW257
- (768179) 2015 BH261
- (768180) 2015 BP263
- (768181) 2015 BH278
- (768182) 2015 BY281
- (768183) 2015 BC283
- (768184) 2015 BQ283
- (768185) 2015 BW283
- (768186) 2015 BX283
- (768187) 2015 BD284
- (768188) 2015 BW284
- (768189) 2015 BX284
- (768190) 2015 BE285
- (768191) 2015 BX285
- (768192) 2015 BC286
- (768193) 2015 BM287
- (768194) 2015 BE290
- (768195) 2015 BQ290
- (768196) 2015 BR290
- (768197) 2015 BX290
- (768198) 2015 BB293
- (768199) 2015 BW293
- (768200) 2015 BR295
- (768201) 2015 BL297
- (768202) 2015 BA300
- (768203) 2015 BZ304
- (768204) 2015 BG309
- (768205) 2015 BL310
- (768206) 2015 BB316
- (768207) 2015 BS316
- (768208) 2015 BS317
- (768209) 2015 BB318
- (768210) 2015 BB320
- (768211) 2015 BQ323
- (768212) 2015 BE325
- (768213) 2015 BM325
- (768214) 2015 BQ325
- (768215) 2015 BB329
- (768216) 2015 BH329
- (768217) 2015 BC330
- (768218) 2015 BR334
- (768219) 2015 BX335
- (768220) 2015 BJ337
- (768221) 2015 BM337
- (768222) 2015 BR337
- (768223) 2015 BR338
- (768224) 2015 BT341
- (768225) 2015 BH342
- (768226) 2015 BT342
- (768227) 2015 BD345
- (768228) 2015 BC346
- (768229) 2015 BA347
- (768230) 2015 BQ347
- (768231) 2015 BC348
- (768232) 2015 BN348
- (768233) 2015 BS349
- (768234) 2015 BZ350
- (768235) 2015 BH356
- (768236) 2015 BL357
- (768237) 2015 BA358
- (768238) 2015 BC358
- (768239) 2015 BR361
- (768240) 2015 BX365
- (768241) 2015 BO370
- (768242) 2015 BD377
- (768243) 2015 BY377
- (768244) 2015 BH385
- (768245) 2015 BU385
- (768246) 2015 BJ391
- (768247) 2015 BJ393
- (768248) 2015 BP393
- (768249) 2015 BK394
- (768250) 2015 BL396
- (768251) 2015 BR402
- (768252) 2015 BL408
- (768253) 2015 BZ408
- (768254) 2015 BD409
- (768255) 2015 BN412
- (768256) 2015 BB413
- (768257) 2015 BL413
- (768258) 2015 BB414
- (768259) 2015 BB416
- (768260) 2015 BE416
- (768261) 2015 BM418
- (768262) 2015 BJ419
- (768263) 2015 BT419
- (768264) 2015 BF420
- (768265) 2015 BA423
- (768266) 2015 BA424
- (768267) 2015 BO424
- (768268) 2015 BX425
- (768269) 2015 BB427
- (768270) 2015 BY428
- (768271) 2015 BZ428
- (768272) 2015 BJ429
- (768273) 2015 BK429
- (768274) 2015 BQ432
- (768275) 2015 BR434
- (768276) 2015 BZ436
- (768277) 2015 BY437
- (768278) 2015 BE440
- (768279) 2015 BP440
- (768280) 2015 BY443
- (768281) 2015 BA445
- (768282) 2015 BX445
- (768283) 2015 BA446
- (768284) 2015 BA448
- (768285) 2015 BU448
- (768286) 2015 BV448
- (768287) 2015 BE450
- (768288) 2015 BC452
- (768289) 2015 BC453
- (768290) 2015 BD453
- (768291) 2015 BM454
- (768292) 2015 BZ455
- (768293) 2015 BG464
- (768294) 2015 BO464
- (768295) 2015 BR465
- (768296) 2015 BK470
- (768297) 2015 BM471
- (768298) 2015 BA473
- (768299) 2015 BY479
- (768300) 2015 BO480
- (768301) 2015 BQ483
- (768302) 2015 BW483
- (768303) 2015 BF485
- (768304) 2015 BJ485
- (768305) 2015 BL486
- (768306) 2015 BV487
- (768307) 2015 BB488
- (768308) 2015 BL489
- (768309) 2015 BO490
- (768310) 2015 BF491
- (768311) 2015 BZ491
- (768312) 2015 BF492
- (768313) 2015 BB493
- (768314) 2015 BE493
- (768315) 2015 BS497
- (768316) 2015 BU497
- (768317) 2015 BU498
- (768318) 2015 BH501
- (768319) 2015 BR503
- (768320) 2015 BM504
- (768321) 2015 BX507
- (768322) 2015 BT508
- (768323) 2015 BZ508
- (768324) 2015 BK511
- (768325) 2015 BP519
- (768326) 2015 BV519
- (768327) 2015 BW520
- (768328) 2015 BO521
- (768329) 2015 BS527
- (768330) 2015 BK528
- (768331) 2015 BD532
- (768332) 2015 BQ532
- (768333) 2015 BE538
- (768334) 2015 BF540
- (768335) 2015 BV540
- (768336) 2015 BQ541
- (768337) 2015 BV541
- (768338) 2015 BG542
- (768339) 2015 BP542
- (768340) 2015 BV542
- (768341) 2015 BC543
- (768342) 2015 BQ544
- (768343) 2015 BO545
- (768344) 2015 BW545
- (768345) 2015 BD550
- (768346) 2015 BG552
- (768347) 2015 BO552
- (768348) 2015 BJ556
- (768349) 2015 BG559
- (768350) 2015 BL559
- (768351) 2015 BS559
- (768352) 2015 BA560
- (768353) 2015 BU561
- (768354) 2015 BJ562
- (768355) 2015 BC567
- (768356) 2015 BD569
- (768357) 2015 BM571
- (768358) 2015 BP572
- (768359) 2015 BG576
- (768360) 2015 BL581
- (768361) 2015 BJ583
- (768362) 2015 BC585
- (768363) 2015 BX585
- (768364) 2015 BW587
- (768365) 2015 BP589
- (768366) 2015 BN590
- (768367) 2015 BT590
- (768368) 2015 BC591
- (768369) 2015 BG591
- (768370) 2015 BX591
- (768371) 2015 BA592
- (768372) 2015 BD592
- (768373) 2015 BB593
- (768374) 2015 BK593
- (768375) 2015 BM594
- (768376) 2015 BO594
- (768377) 2015 BV594
- (768378) 2015 BF595
- (768379) 2015 BL595
- (768380) 2015 BT595
- (768381) 2015 BZ595
- (768382) 2015 BH596
- (768383) 2015 BM596
- (768384) 2015 BN596
- (768385) 2015 BV596
- (768386) 2015 BZ596
- (768387) 2015 BB597
- (768388) 2015 BJ597
- (768389) 2015 BQ597
- (768390) 2015 BA598
- (768391) 2015 BB598
- (768392) 2015 BE598
- (768393) 2015 BC601
- (768394) 2015 BX601
- (768395) 2015 BA603
- (768396) 2015 BS604
- (768397) 2015 BA605
- (768398) 2015 BD605
- (768399) 2015 BW605
- (768400) 2015 BM606
- (768401) 2015 BX606
- (768402) 2015 BY606
- (768403) 2015 BE607
- (768404) 2015 BO607
- (768405) 2015 BP607
- (768406) 2015 BQ607
- (768407) 2015 BU607
- (768408) 2015 BX607
- (768409) 2015 BY607
- (768410) 2015 BB608
- (768411) 2015 BF608
- (768412) 2015 BH608
- (768413) 2015 BC609
- (768414) 2015 BG609
- (768415) 2015 BY609
- (768416) 2015 BB612
- (768417) 2015 BV613
- (768418) 2015 BY613
- (768419) 2015 BE614
- (768420) 2015 BJ614
- (768421) 2015 BS617
- (768422) 2015 BX617
- (768423) 2015 BB618
- (768424) 2015 BQ618
- (768425) 2015 BZ618
- (768426) 2015 CF2
- (768427) 2015 CY6
- (768428) 2015 CB7
- (768429) 2015 CY7
- (768430) 2015 CS8
- (768431) 2015 CC16
- (768432) 2015 CU17
- (768433) 2015 CZ19
- (768434) 2015 CP21
- (768435) 2015 CB22
- (768436) 2015 CJ22
- (768437) 2015 CW22
- (768438) 2015 CY26
- (768439) 2015 CF27
- (768440) 2015 CP28
- (768441) 2015 CE30
- (768442) 2015 CO31
- (768443) 2015 CG34
- (768444) 2015 CK34
- (768445) 2015 CK38
- (768446) 2015 CK41
- (768447) 2015 CW44
- (768448) 2015 CY47
- (768449) 2015 CA49
- (768450) 2015 CL54
- (768451) 2015 CD59
- (768452) 2015 CR67
- (768453) 2015 CE68
- (768454) 2015 CH72
- (768455) 2015 CM72
- (768456) 2015 CC73
- (768457) 2015 CD73
- (768458) 2015 CE73
- (768459) 2015 CC74
- (768460) 2015 CF74
- (768461) 2015 CG76
- (768462) 2015 CK76
- (768463) 2015 CS76
- (768464) 2015 CM77
- (768465) 2015 CP77
- (768466) 2015 CT77
- (768467) 2015 CZ78
- (768468) 2015 CX79
- (768469) 2015 DF5
- (768470) 2015 DU8
- (768471) 2015 DO11
- (768472) 2015 DT11
- (768473) 2015 DR13
- (768474) 2015 DF14
- (768475) 2015 DJ16
- (768476) 2015 DV21
- (768477) 2015 DN22
- (768478) 2015 DM24
- (768479) 2015 DV25
- (768480) 2015 DL27
- (768481) 2015 DJ28
- (768482) 2015 DL30
- (768483) 2015 DN30
- (768484) 2015 DU30
- (768485) 2015 DY35
- (768486) 2015 DY39
- (768487) 2015 DT40
- (768488) 2015 DW40
- (768489) 2015 DP41
- (768490) 2015 DS42
- (768491) 2015 DK45
- (768492) 2015 DV45
- (768493) 2015 DR47
- (768494) 2015 DZ47
- (768495) 2015 DL48
- (768496) 2015 DO48
- (768497) 2015 DC50
- (768498) 2015 DU50
- (768499) 2015 DY51
- (768500) 2015 DF53
- (768501) 2015 DW59
- (768502) 2015 DN61
- (768503) 2015 DW62
- (768504) 2015 DH63
- (768505) 2015 DX63
- (768506) 2015 DX64
- (768507) 2015 DF66
- (768508) 2015 DN67
- (768509) 2015 DU70
- (768510) 2015 DH72
- (768511) 2015 DV77
- (768512) 2015 DA78
- (768513) 2015 DE81
- (768514) 2015 DH81
- (768515) 2015 DK81
- (768516) 2015 DW82
- (768517) 2015 DB85
- (768518) 2015 DB90
- (768519) 2015 DH90
- (768520) 2015 DJ90
- (768521) 2015 DU94
- (768522) 2015 DF101
- (768523) 2015 DS101
- (768524) 2015 DT101
- (768525) 2015 DU102
- (768526) 2015 DG103
- (768527) 2015 DB107
- (768528) 2015 DT107
- (768529) 2015 DA109
- (768530) 2015 DD109
- (768531) 2015 DT109
- (768532) 2015 DD112
- (768533) 2015 DW116
- (768534) 2015 DL119
- (768535) 2015 DW120
- (768536) 2015 DQ122
- (768537) 2015 DP125
- (768538) 2015 DS125
- (768539) 2015 DB126
- (768540) 2015 DJ127
- (768541) 2015 DJ128
- (768542) 2015 DW128
- (768543) 2015 DM131
- (768544) 2015 DH132
- (768545) 2015 DV133
- (768546) 2015 DA136
- (768547) 2015 DK137
- (768548) 2015 DV137
- (768549) 2015 DJ139
- (768550) 2015 DU139
- (768551) 2015 DJ140
- (768552) 2015 DZ140
- (768553) 2015 DX143
- (768554) 2015 DV145
- (768555) 2015 DB146
- (768556) 2015 DB147
- (768557) 2015 DF147
- (768558) 2015 DN149
- (768559) 2015 DX149
- (768560) 2015 DD151
- (768561) 2015 DB155
- (768562) 2015 DP156
- (768563) 2015 DZ158
- (768564) 2015 DH163
- (768565) 2015 DM163
- (768566) 2015 DQ164
- (768567) 2015 DT164
- (768568) 2015 DZ166
- (768569) 2015 DN169
- (768570) 2015 DL170
- (768571) 2015 DA173
- (768572) 2015 DS182
- (768573) 2015 DF183
- (768574) 2015 DP183
- (768575) 2015 DG184
- (768576) 2015 DO184
- (768577) 2015 DJ185
- (768578) 2015 DF187
- (768579) 2015 DU187
- (768580) 2015 DH188
- (768581) 2015 DL192
- (768582) 2015 DQ192
- (768583) 2015 DK195
- (768584) 2015 DC196
- (768585) 2015 DT197
- (768586) 2015 DU200
- (768587) 2015 DK202
- (768588) 2015 DA205
- (768589) 2015 DS220
- (768590) 2015 DF225
- (768591) 2015 DD227
- (768592) 2015 DU227
- (768593) 2015 DD233
- (768594) 2015 DR235
- (768595) 2015 DS235
- (768596) 2015 DP237
- (768597) 2015 DZ238
- (768598) 2015 DU239
- (768599) 2015 DH241
- (768600) 2015 DL241
- (768601) 2015 DC242
- (768602) 2015 DC243
- (768603) 2015 DD243
- (768604) 2015 DV243
- (768605) 2015 DZ243
- (768606) 2015 DZ244
- (768607) 2015 DY247
- (768608) 2015 DL248
- (768609) 2015 DW252
- (768610) 2015 DX253
- (768611) 2015 DG254
- (768612) 2015 DC256
- (768613) 2015 DM256
- (768614) 2015 DU258
- (768615) 2015 DE260
- (768616) 2015 DP263
- (768617) 2015 DC264
- (768618) 2015 DL264
- (768619) 2015 DY264
- (768620) 2015 DC265
- (768621) 2015 DO265
- (768622) 2015 DR265
- (768623) 2015 DB266
- (768624) 2015 DK266
- (768625) 2015 DR266
- (768626) 2015 DU266
- (768627) 2015 DY266
- (768628) 2015 DD267
- (768629) 2015 DP267
- (768630) 2015 DU267
- (768631) 2015 DE272
- (768632) 2015 DZ273
- (768633) 2015 DJ274
- (768634) 2015 DU274
- (768635) 2015 DQ276
- (768636) 2015 DU276
- (768637) 2015 DL277
- (768638) 2015 DG279
- (768639) 2015 DY279
- (768640) 2015 DD280
- (768641) 2015 DJ280
- (768642) 2015 DA281
- (768643) 2015 DW281
- (768644) 2015 DZ281
- (768645) 2015 DM283
- (768646) 2015 DY283
- (768647) 2015 DF284
- (768648) 2015 DN284
- (768649) 2015 DT285
- (768650) 2015 DU285
- (768651) 2015 DO286
- (768652) 2015 DQ286
- (768653) 2015 DT286
- (768654) 2015 DW286
- (768655) 2015 DS287
- (768656) 2015 DJ288
- (768657) 2015 DN288
- (768658) 2015 DT289
- (768659) 2015 DW289
- (768660) 2015 DR293
- (768661) 2015 DT293
- (768662) 2015 DB294
- (768663) 2015 DD298
- (768664) 2015 DF298
- (768665) 2015 DN298
- (768666) 2015 DK299
- (768667) 2015 DR299
- (768668) 2015 DP302
- (768669) 2015 DB305
- (768670) 2015 DV305
- (768671) 2015 DR311
- (768672) 2015 DH316
- (768673) 2015 DV316
- (768674) 2015 EK1
- (768675) 2015 EU3
- (768676) 2015 ET5
- (768677) 2015 EW11
- (768678) 2015 EF16
- (768679) 2015 EJ17
- (768680) 2015 EO23
- (768681) 2015 EZ23
- (768682) 2015 EU26
- (768683) 2015 EP28
- (768684) 2015 EE29
- (768685) 2015 EX32
- (768686) 2015 EH35
- (768687) 2015 ET37
- (768688) 2015 ED40
- (768689) 2015 EX41
- (768690) 2015 EE44
- (768691) 2015 EH47
- (768692) 2015 ED50
- (768693) 2015 EJ55
- (768694) 2015 EW55
- (768695) 2015 ET57
- (768696) 2015 EE58
- (768697) 2015 ET59
- (768698) 2015 EM60
- (768699) 2015 ED62
- (768700) 2015 EY63
- (768701) 2015 EF66
- (768702) 2015 EM66
- (768703) 2015 ER66
- (768704) 2015 EU66
- (768705) 2015 EG67
- (768706) 2015 ES68
- (768707) 2015 ED69
- (768708) 2015 EQ70
- (768709) 2015 EN71
- (768710) 2015 EN73
- (768711) 2015 EP74
- (768712) 2015 ED75
- (768713) 2015 EK75
- (768714) 2015 EL75
- (768715) 2015 EH76
- (768716) 2015 EJ76
- (768717) 2015 ET76
- (768718) 2015 EY77
- (768719) 2015 EH81
- (768720) 2015 FL5
- (768721) 2015 FP5
- (768722) 2015 FX5
- (768723) 2015 FZ5
- (768724) 2015 FD9
- (768725) 2015 FW11
- (768726) 2015 FJ12
- (768727) 2015 FP12
- (768728) 2015 FW12
- (768729) 2015 FO14
- (768730) 2015 FV14
- (768731) 2015 FM15
- (768732) 2015 FQ19
- (768733) 2015 FO20
- (768734) 2015 FJ21
- (768735) 2015 FX21
- (768736) 2015 FJ22
- (768737) 2015 FS22
- (768738) 2015 FJ23
- (768739) 2015 FT23
- (768740) 2015 FX25
- (768741) 2015 FY26
- (768742) 2015 FG28
- (768743) 2015 FZ28
- (768744) 2015 FW32
- (768745) 2015 FA33
- (768746) 2015 FK34
- (768747) 2015 FW38
- (768748) 2015 FX38
- (768749) 2015 FG44
- (768750) 2015 FB45
- (768751) 2015 FP46
- (768752) 2015 FK49
- (768753) 2015 FK50
- (768754) 2015 FD54
- (768755) 2015 FQ54
- (768756) 2015 FF56
- (768757) 2015 FJ57
- (768758) 2015 FQ57
- (768759) 2015 FU58
- (768760) 2015 FS60
- (768761) 2015 FJ66
- (768762) 2015 FX66
- (768763) 2015 FS68
- (768764) 2015 FK69
- (768765) 2015 FF70
- (768766) 2015 FH70
- (768767) 2015 FX70
- (768768) 2015 FO79
- (768769) 2015 FE83
- (768770) 2015 FT84
- (768771) 2015 FM87
- (768772) 2015 FW88
- (768773) 2015 FD90
- (768774) 2015 FL90
- (768775) 2015 FD91
- (768776) 2015 FP93
- (768777) 2015 FU93
- (768778) 2015 FV93
- (768779) 2015 FN95
- (768780) 2015 FH98
- (768781) 2015 FJ99
- (768782) 2015 FV100
- (768783) 2015 FO102
- (768784) 2015 FX103
- (768785) 2015 FB104
- (768786) 2015 FF105
- (768787) 2015 FZ106
- (768788) 2015 FF111
- (768789) 2015 FC112
- (768790) 2015 FE113
- (768791) 2015 FH113
- (768792) 2015 FG114
- (768793) 2015 FV114
- (768794) 2015 FM115
- (768795) 2015 FA116
- (768796) 2015 FC124
- (768797) 2015 FN126
- (768798) 2015 FS129
- (768799) 2015 FM130
- (768800) 2015 FZ132
- (768801) 2015 FC136
- (768802) 2015 FC137
- (768803) 2015 FZ139
- (768804) 2015 FQ140
- (768805) 2015 FJ141
- (768806) 2015 FG145
- (768807) 2015 FC147
- (768808) 2015 FD149
- (768809) 2015 FT150
- (768810) 2015 FM152
- (768811) 2015 FR152
- (768812) 2015 FQ153
- (768813) 2015 FO155
- (768814) 2015 FJ156
- (768815) 2015 FO157
- (768816) 2015 FB161
- (768817) 2015 FA162
- (768818) 2015 FN164
- (768819) 2015 FA166
- (768820) 2015 FF170
- (768821) 2015 FW170
- (768822) 2015 FY170
- (768823) 2015 FU171
- (768824) 2015 FB172
- (768825) 2015 FQ177
- (768826) 2015 FD182
- (768827) 2015 FP182
- (768828) 2015 FB183
- (768829) 2015 FP186
- (768830) 2015 FS186
- (768831) 2015 FJ190
- (768832) 2015 FU190
- (768833) 2015 FK191
- (768834) 2015 FY191
- (768835) 2015 FV195
- (768836) 2015 FF196
- (768837) 2015 FP197
- (768838) 2015 FB198
- (768839) 2015 FQ198
- (768840) 2015 FM199
- (768841) 2015 FY199
- (768842) 2015 FZ202
- (768843) 2015 FN204
- (768844) 2015 FW204
- (768845) 2015 FA205
- (768846) 2015 FL207
- (768847) 2015 FV210
- (768848) 2015 FJ211
- (768849) 2015 FC215
- (768850) 2015 FC218
- (768851) 2015 FF218
- (768852) 2015 FE221
- (768853) 2015 FR223
- (768854) 2015 FX226
- (768855) 2015 FD232
- (768856) 2015 FN235
- (768857) 2015 FT238
- (768858) 2015 FO240
- (768859) 2015 FK241
- (768860) 2015 FA242
- (768861) 2015 FQ242
- (768862) 2015 FR245
- (768863) 2015 FT245
- (768864) 2015 FU245
- (768865) 2015 FD246
- (768866) 2015 FP246
- (768867) 2015 FF253
- (768868) 2015 FS254
- (768869) 2015 FU254
- (768870) 2015 FZ254
- (768871) 2015 FD255
- (768872) 2015 FZ255
- (768873) 2015 FP257
- (768874) 2015 FW260
- (768875) 2015 FX260
- (768876) 2015 FK264
- (768877) 2015 FZ266
- (768878) 2015 FY267
- (768879) 2015 FC269
- (768880) 2015 FS269
- (768881) 2015 FC270
- (768882) 2015 FO272
- (768883) 2015 FW272
- (768884) 2015 FG274
- (768885) 2015 FS275
- (768886) 2015 FC278
- (768887) 2015 FU282
- (768888) 2015 FX283
- (768889) 2015 FH288
- (768890) 2015 FN290
- (768891) 2015 FM291
- (768892) 2015 FY291
- (768893) 2015 FC296
- (768894) 2015 FV297
- (768895) 2015 FW308
- (768896) 2015 FF311
- (768897) 2015 FL311
- (768898) 2015 FC312
- (768899) 2015 FK313
- (768900) 2015 FU313
- (768901) 2015 FP318
- (768902) 2015 FK319
- (768903) 2015 FW319
- (768904) 2015 FC322
- (768905) 2015 FL326
- (768906) 2015 FN327
- (768907) 2015 FE330
- (768908) 2015 FF330
- (768909) 2015 FY330
- (768910) 2015 FP333
- (768911) 2015 FT336
- (768912) 2015 FA346
- (768913) 2015 FB346
- (768914) 2015 FU346
- (768915) 2015 FA347
- (768916) 2015 FD347
- (768917) 2015 FO349
- (768918) 2015 FT349
- (768919) 2015 FE350
- (768920) 2015 FN350
- (768921) 2015 FY350
- (768922) 2015 FS351
- (768923) 2015 FE356
- (768924) 2015 FX357
- (768925) 2015 FG358
- (768926) 2015 FJ361
- (768927) 2015 FU364
- (768928) 2015 FC365
- (768929) 2015 FQ367
- (768930) 2015 FS370
- (768931) 2015 FU370
- (768932) 2015 FT371
- (768933) 2015 FK373
- (768934) 2015 FT373
- (768935) 2015 FM379
- (768936) 2015 FO379
- (768937) 2015 FA381
- (768938) 2015 FF381
- (768939) 2015 FD386
- (768940) 2015 FA389
- (768941) 2015 FV392
- (768942) 2015 FT393
- (768943) 2015 FX393
- (768944) 2015 FN395
- (768945) 2015 FK396
- (768946) 2015 FN396
- (768947) 2015 FB402
- (768948) 2015 FR404
- (768949) 2015 FF406
- (768950) 2015 FB407
- (768951) 2015 FT409
- (768952) 2015 FE412
- (768953) 2015 FR413
- (768954) 2015 FY415
- (768955) 2015 FE416
- (768956) 2015 FN416
- (768957) 2015 FT422
- (768958) 2015 FU425
- (768959) 2015 FP426
- (768960) 2015 FV427
- (768961) 2015 FJ428
- (768962) 2015 FZ433
- (768963) 2015 FL436
- (768964) 2015 FT436
- (768965) 2015 FF438
- (768966) 2015 FX438
- (768967) 2015 FO439
- (768968) 2015 FT439
- (768969) 2015 FQ440
- (768970) 2015 FV442
- (768971) 2015 FD443
- (768972) 2015 FL443
- (768973) 2015 FJ445
- (768974) 2015 FQ445
- (768975) 2015 FS445
- (768976) 2015 FZ446
- (768977) 2015 FC447
- (768978) 2015 FQ447
- (768979) 2015 FX450
- (768980) 2015 FD453
- (768981) 2015 FL453
- (768982) 2015 FR453
- (768983) 2015 FC455
- (768984) 2015 FT459
- (768985) 2015 FS465
- (768986) 2015 FU465
- (768987) 2015 FB466
- (768988) 2015 FK467
- (768989) 2015 FT471
- (768990) 2015 FD472
- (768991) 2015 GG5
- (768992) 2015 GG7
- (768993) 2015 GJ12
- (768994) 2015 GP12
- (768995) 2015 GN14
- (768996) 2015 GM17
- (768997) 2015 GQ17
- (768998) 2015 GF18
- (768999) 2015 GX18
- (769000) 2015 GK22